# Eimundas Savickas
Eimundas Savickas (* 26. März 1957 in Vilkaviškis) ist ein litauischer Politiker.

## Leben
Nach dem Abitur 1966 an der 32. Mittelschule Kaunas absolvierte er 1982 das Diplomstudium als Bauingenieur am Kauno politechnikos institutas.
1982 arbeitete er in der Sowjetarmee bei Kaunas, danach bei UAB „Magnalis“ als Meister und Ingenieur, ab 1995 als Generaldirektor. Von 2000 bis 2004 war  er Mitglied im Seimas.
2003 wurde er zum Stadtrat Kaunas ausgewählt.
Ab 1999 war  Eimundas Savickas Mitglied der liberalen Partei Lietuvos liberalų sąjunga, ab 2003  Mitglied von Lietuvos liberalų demokratų partija (jetzt Tvarka ir teisingumas).

## Familie
Eimundas Savickas ist verheiratet. Mit seiner Frau Kristina hat er die Kinder Vytautas und Simonas.